# Черновські Виселки
Черно́вські Ви́селки (рос. Черновские Выселки, ерз. Черновские Выселки) — село у складі Краснослободського району Мордовії, Росія. Входить до складу Краснопідгорного сільського поселення.
Населення — 56 осіб (2010; 62 у 2002).
Національний склад (станом на 2002 рік):
- росіяни — 98 %